# Белка (приток Случи)
Белка (укр. Білка) — река на Украине, протекает по территории Староконстантиновского района Хмельницкой области. Левый приток Случи (бассейн Днепра).
Длина реки составляет 23 км. Площадь водосборного бассейна — 75,1 км2. Перепад высот от истока до устья составляет около 30 м. Средний уклон реки — 1,3 м/км. Питание — в основном снеговое и дождевое. Ледостав проходит с середины декабря до начала марта.
Начинается северо-западнее села Писаревка на высоте 275 м от уровня моря. Течёт в восточном и юго-восточном направлении. Впадает в реку Случь на высоте 245 м от уровня моря в центре села Старый Острополь.
На реке расположены населенные пункты Писаревка, Хижники, Яремичи, Райки, Старый Острополь.
Белка имеет 15 небольших притоков, общей протяженностью 27 км. Крупнейший из них, левый приток Белуга длиной 13 км, впадает в Белку в 14 км от её устья.